# Letteratura galiziana dei secoli bui
La produzione letteraria in lingua gallega fu praticamente nulla durante i secoli XVI, XVII e XVIII, ragion per cui questo lungo periodo viene denominato dei secoli oscuri o bui (in galiziano Séculos Escuros).

## Contesto storico
Alcuni studi fanno supporre che il cronista Fernão Lopes (XV sec.) sia l'ultimo scrittore medievale appartenente alla letteratura galiziano-portoghese. A partire da questo momento, i sistemi letterari galiziani e portoghesi verranno a separarsi sviluppandosi in modo autonomo.

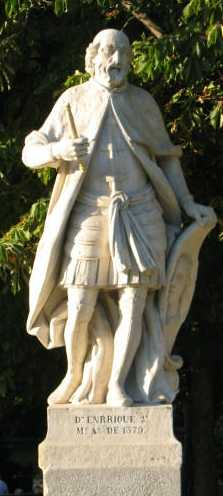
Enrico II di Castiglia sostituì la nobiltà galiziana

Nonostante tutto, la scomparsa della scuola trobadorica galiziano-portoghese medievale non ebbe luogo in maniera brusca. Di fronte all'opinione tradizionale che dava poco valore a questi testi, gli attuali storici della letteratura galiziana rivendicano il valore dei poeti della cosiddetta impropriamente scuola galiziano-castigliana (Escola galego-castelá) - unicamente presenti nel Cancionero de Baena - e anche nel Cancioneiro Geral di Garcia de Resende (1511), in Portogallo. Entrambe le considerazioni mostrano, nell'opera di autori come l'Arcidiacono di Toro o Macías "O Namorado", una volontà di superare questi luoghi comuni trovadorici, sia rielaborandoli, sia cercando nuovi modi che vanno ben al di là del convenzionalismo dell'amor cortese. In questo modo, gli epigoni trovadorici significano molto più che un periodo di transizione dove, a causa delle circostanze socio-politiche, il galiziano verrà a cedere il suo ruolo di lingua letteraria all'emergente castigliano. Diverse sono le circostanze che motivano un simile processo:

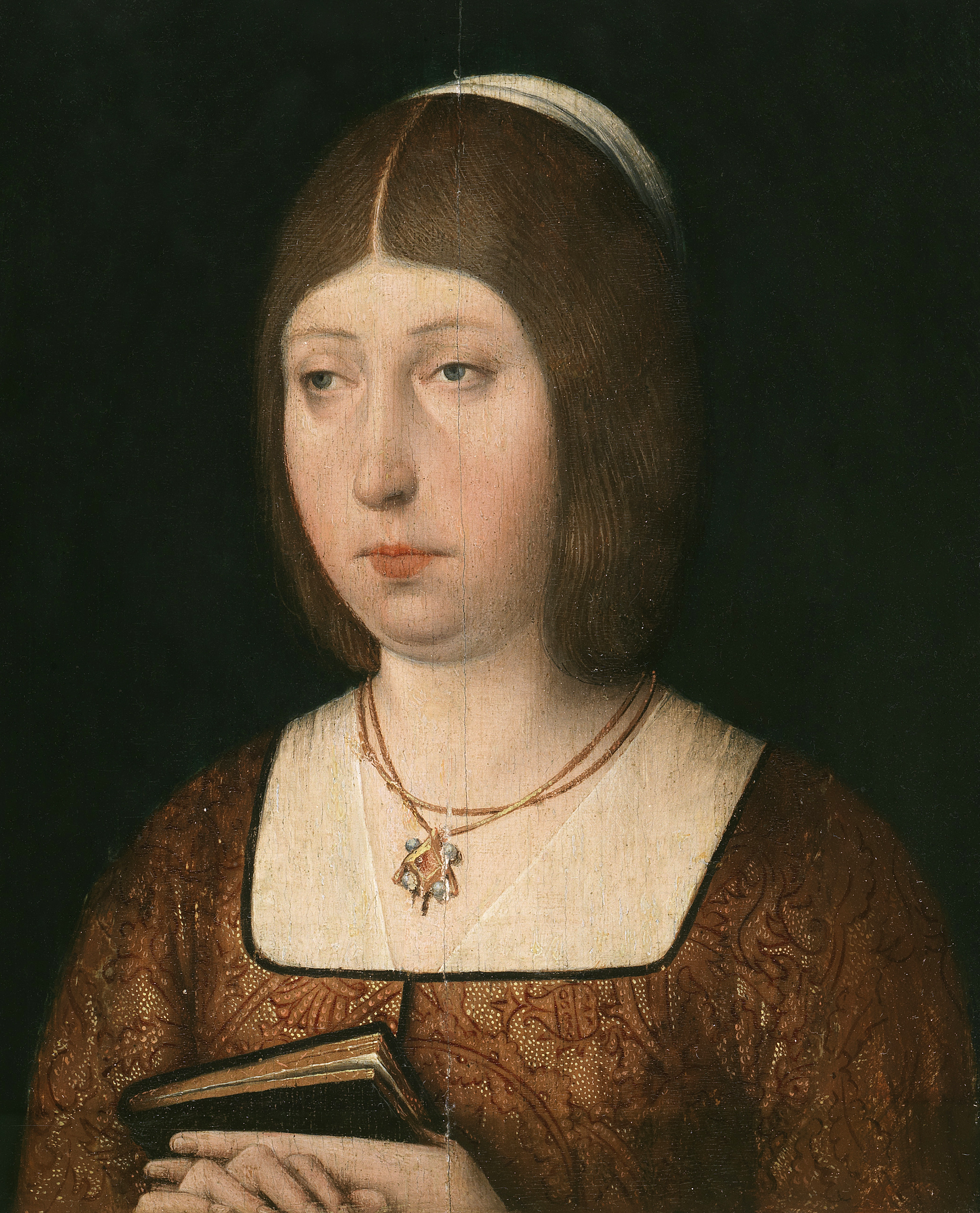
Isabella I di Castiglia preferì alla nobiltà galiziana quella castigliana

In primo luogo, durante lo sviluppo delle guerre trastamariste (1370), l'alta nobiltà galiziana appoggia Pietro I nel suo tentativo di salire la trono di Castiglia. Tuttavia, il vincitore di questo conflitto bellico fu il suo rivale, Enrico di Trastámara (Enrico II di Castiglia). In seguito a ciò, Enrico sostituì parte della nobiltà galiziana con quella castigliana, processo battezzato dagli storici come la "prima sostituzione nobiliare". La storia si ripeterà poco più di un secolo dopo. In una nuova guerra per la successione al trono castigliano, la nobiltà galiziana appoggiò Giovanna la Beltraneja (ereditiera legittima), ma il vittoria arrise al Isabella I di Castiglia, conosciuta anche come Isabella la Cattolica. Dopo la guerra, i Re Cattolici imposero una politica che assicurasse loro il predominio del potere reale in Galizia; si tratta del cosiddetto, da padre Zurita, "processo di addomesticamento del Regno di Galizia", mediante il quale la nobiltà galiziana resterà totalmente "decapitata" (descabezada) e, il che è determinante per la letteratura, senza capacità di produrre un sistema letterario in lingua gallega. Il galiziano continuò ad essere la lingua abituale di tutta la popolazione, ma non usato dall'alta nobiltà, contrariamente alla classe fidalga emergente che ancora conservava, fino a che questa non scomparve, l'uso della lingua galiziana in ambiti informali, come si può vedere nei racconti di Ramón Otero Pedrayo. 
E se la nobiltà [laica] venne ad essere sostituita, non diversa fu la sorte di quella ecclesiastica. Mentre i vescovi galiziani esercitavano i loro incarichi in altri luoghi della penisola iberica, in particolare a Siviglia, in Galizia giungevano vescovi castiglianofoni che favorivano i nobili castigliani. La nobiltà ecclesiastica impiegava il latino, salvo nei rapporti interpersonali tra i vescovi e in alcuni usi amministrativi, in cui veniva impiegato il castigliano. Ciò si verificava ugualmente anche quando qualche galiziano era a capo delle diocesi galiziane.
Anche se tutti questi fattori sono importanti, forse il fattore fondamentale che spiega la decadenza politica della Galizia - e quindi delle lettere galleghe, in diretta relazione con i fattori anzidetti - è il fatto che il paese gallego abbia raggiunto l'epoca moderna senza un monarca suo proprio, soprattutto, senza la presenza di istituzioni proprie. Sebbene mantenga il carattere di "regno", la Galizia passa a formare parte della corona di Castiglia senza che venga ad esistere nessuna istituzione autonoma che possa servire da contrappeso alla politica centralizzatrice; al contrario, le nuove istituzioni che si creano - Capitanía General, Real Audiencia - non faranno altro che assicurare questa dipendenza rispetto alla corte. Esclusa dai centri decisionali, la Galizia passa ad essere una semplice provincia che assiste, da una posizione marginale, l'emergere della monarchia spagnola incentrata sul regno di Castiglia.
Troviamo, a partire dal secolo XVI, quindi, una lingua galiziana senza centri di potere che le possano servire da base e priva del prestigioso sistema letterario di cui godeva durante il medioevo. Nonostante questo, in questi "secoli bui" troveremo comunque manifestazioni letterarie.

## La poesia deiSecoli Oscuri
La prima manifestazione poetica dei Secoli Bui viene fatta risalire all'anno 1506. Si tratta di una composizione fatta in omaggio al consorte della regina Giovanna I di Castiglia (popolarmente conosciuta come Giovanna la Pazza (Xoana a Tola), Filippo il Bello, per celebrare lo sbarco della coppia nella città di La Coruña. Di questa cantiga, Xosé María Álvarez Blázquez disse che: 
Questo studioso attribuisce in più a questa composizione una finalità politica. In realtà, il re Ferdinando II di Aragona, "il Cattolico", non favorirà molto la nobiltà galiziana. Infatti, sua moglie, fu colei che porterà a termine il processo cosiddetto di "addomesticamento e castrazione del Regno di Galizia". In quanto ai nobili galiziani, questi non vedevano di malocchio, a priori, il governo di tale monarca, dal momento che si poteva pensare a un cambiamento (che non si ebbe) nelle relazioni tra Galizia e Castiglia.
Al XVI secolo risale anche un ipotetico ciclo di romances in cui vi si racconta la storia della morte del maniscalco Pardo de Cela. Di questa serie di composizioni oggigiorno si conservano solo due testimonianze scritte, tra cui degno di nota è il cosiddetto Lamento della Frouseira, composto tra il 1530 e il 1540, e attribuito erroneamente al poeta portoghese Luís de Camões. In questo tipo di composizioni emerge e si idealizza la figura di questo personaggio storico, che sembra caratterizzato come un signore feudale sottomesso alla volontà della regina Isabella I di Castiglia, "la Cattolica", difensore della terra, che solo potrà essere sconfitto attraverso il tradimento da parte di coloro che gli sono vicini. Questa stessa immagine sarà raccolta da Ramón Cabanillas e Antón Vilar Ponte nella sua opera drammatica O Mariscal (1926). Nelle due creazioni poetiche citate si narra il momento della tragica morte del Mariscal (maniscalco) e di suo figlio, giustiziati dalla Corona di Castiglia. Del secolo XVI è anche il Sonetto di Monterrei.
Si parla anche di La Araucana (1589), composizione poetica di Isabel Castro e Andrade (contessa di Altamira), come di un'altra testimonianza letteraria dei Séculos Escuros risalente sempre al XVI. Ma, in realtà, questa composizione è scritta in lingua portoghese e, pertanto, conformemente al canone stabilito nel 1963 da Ricardo Carvalho Calero (vale a dire che "è letteratura galiziana solo quella scritta in gallego"), apparterrebbe alla letteratura portoghese, non a quella gallega. Alla letteratura galiziana invece vanno annoverati una serie di sonetti la cui autorialità e allo stesso modo contesa, dei quali attualmente conserviamo solo uno.
Inoltre, nei canzonieri musicali spagnoli dei secoli XV e XVI ancora si conservano canzoni paralelísticas simili a quelle della lirica trovadorica. Allo stesso modo possiamo constatare nei canzonieri del Palazzo Reale, di Madrid, di Uppsala, di Luis de Milán, di Juan Vázquez e altri ancora. Esistono in totale più di venti "canzoncine" che ricordano le Cantigas de amigo.
Al XVI secolo - intorno al 1594 - sappiamo che risale la Canción galega en loor de don Diego das Mariñas Parragués, composizione di autore sconosciuto (forse Gaspar de Teves), la cui funzione è quella di lodare il personaggio che fu il primo galiziano a raggiungere il grado di Capitano Generale di Galizia. Il testo è composto di undici stanze, forma strofica questa che raggiunse il suo apogeo nel Secolo d'Oro. Tale poesia si trova nel libro che passò per le mani di Diego Sarmiento de Acuña (Conte di Gondomar), e conteneva composizioni in lingua castigliana.
Nel 1612 venne pubblicato un canzoniere delle Exequias á Raíña Margarida ("Esequie alla Regina Margherita"), nel quale si raccolgono composizioni elegiache tra cui un lamento per la morte della regina Margherita d'Austria. Alla pubblicazione di questa opera era incaricata la Real Audiencia del Regno di Galizia. Vi si trovano due sonetti scritti in lingua galiziana, uno di Xoán Gómez Tonel e l'altro della raccolta di Pedro Vázquez de Neira. Ad ogni modo, non saranno gli unici testi di questi autori ad apparire in questo libro di poesie: Gómez Tonel scrisse sette poesie in spagnolo e sette in latino; Vázquez de Neira, da parte sua, compose tre sonetti in latino, tre in spagnolo e più un altro in cui utilizza queste due lingue. A tale proposito, commentava Xesús Alonso Montero il fatto curioso che ognuno dei due prolifici poeti in spagnolo scrivessero a quel tempo sonetti in gallego. Pertanto, i vari studiosi, tra i quali il professore Xosé María Dobarro Paz, arrivarono alla conclusione che l'utilizzo del galiziano in queste due poesie risponde a motivi estetici. Così, la lingua galiziana sarebbe stata utilizzata in questo caso con la stessa finalità con la quale si usa un determinato tipo di metro, di rima o di figure retoriche.
Del 1617 è datata una composizione anonima dove si narra il sacco di Cangas da parte dei turchi. Anche anonimo è un canto [dedicato] al monte Medulio di cui Xosé María Álvarez Blázquez resta incerto se sia da datare al XVII o XVIII secolo.
Si ritiene siano antecedenti al 1630 le Décimas ao apóstolo Santiago, di frate Martín Torrado che, benché mai stampate, furono molto popolari ai suoi tempi. In esse si trova la diatriba in merito al fatto se l'apostolo Santiago (Giacomo) avrebbe dovuto essere l'unico patrono "delle Spagne" o se, diversamente, avrebbe dovuto condividere questo onore con Santa Teresa di Gesù.
Nel 1697 furono pubblicati i nove romances scritti in galiziano contenuti nel volume commemorativo delle Festas Minervais celebrate in quell'anno. Della presenza della lingua galiziana in queste Festas Minervais Xesús Alonso Montero afferma che si tratta di una apparenza aneddotica e, come succede per il volume delle Exiquias á Raíña Margarida, la sua finalità sarebbe più che altro estetica. Eppure, come indica Ramón Mariño Paz, si tratta di testi ben lontani dal romance galiziano popolare, il quale è facilmente spiegabile, se teniamo conto che furono scritte da intellettuali di grande levatura, tra i quali lo stesso Mariño sottolinea Joseph Gil de Taboada e Fabián Pardiñas Vilardefrancos. D'altra parte, secondo Anxo Tarrío, sembra che le Festas Minervais vengano celebrante a cominciare dal 1536, in omaggio al propulsore dell'Università di Santiago di Compostela, Alonso III de Fonseca, soprannominato "il Grande". Ma nella maggior parte dei casi non si è conservato nessun volume simile a quello del 1697, per cui potrebbero esistere più composizioni in lingua galiziana di cui attualmente non abbiamo conoscenza.
Arrivati al XVIII secolo, troviamo un poema in cui si narra la battaglia di Rande, datato al 1702 e attribuito a Padre Feixoo.
Nell'anno 1707 ebbero luogo nella città di Ourense delle celebrazioni per commemorare la nascita del principe Luigi Giacobbe, figlio di Filippo V e di Maria Luisa di Savoia. Oltre a questi festeggiamenti, fu redatto un volume commemorativo nel quale si trova un romance anonimo scritto in lingua galiziana, dedicato alla "Vergine della Preghiera" (Virxe da Reza) e attribuito da Xosé María Álvarez Blázquez a Noguerol e Camba.

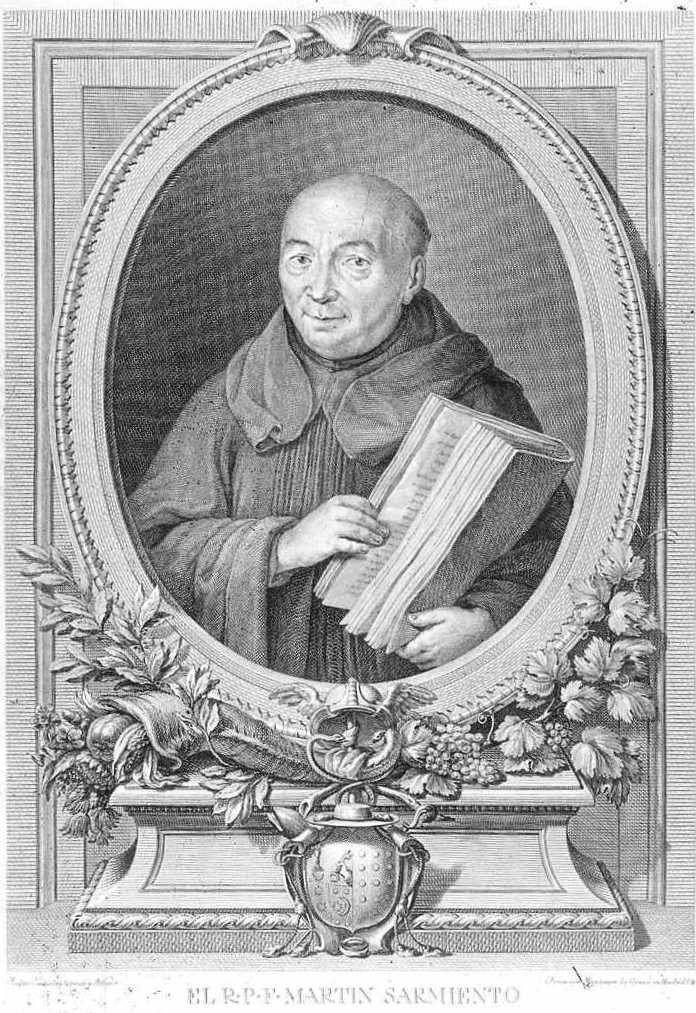
Martín Sarmiento, autore delle coplas galiziane

Inoltre, si ha notizia che il galiziano fosse presente nelle feste celebrate a Santiago di Compostela per commemorare la canonizzazione di Pio V, in quanto si sa che nel volume commemorativo si trovavano composizioni in italiano, galiziano e spagnolo. Nel corso di questo secolo XVIII, secondo Ramón Mariño Paz, il volume delle Sagradas Flores del Parnaso, pubblicato a Madrid nel 1723, annoverava due glosse in galiziano.
Un delle produzioni letterarie più rilevanti di questi Secoli Bui è il Coloquio de 24 Gallegos Rústicos, di Frei Martín Sarmiento, composto da 1201 coplas, redatto tra il 1746 e il 1747, dove si narra in versi la morte e la sepoltura di Filippo V e l'incoronazione di suo figlio Ferdinando VI. Più che un grande valore letterario, il Coloquio ha un enorme valore didattico, in quanto con frequenza appaiono enormi elenchi di enumerazioni dove si raccolgono i sinonimi di uno stesso vocabolo. Questo metodo sarà utilizzato successivamente da Xoán Manuel Pintos (1853) nel suo libro A Gaita Gallega.
È anche del XVIII secolo, un romance dalla vena umoristica di María Francisca de Isla e Losada e diretto a Diego Antonio Cernadas de Castro (conosciuto come "O cura di Fruíme", in it. "Il Curato di Fruíme"), datato tra il 1774 e il 1777. È probabile che questa stessa autrice avesse scritto più testi in galiziano, a parte questo.
Il modo particolare "O Cura de Fruíme" fu autore di un ridotto numero di composizioni in galiziano, pubblicate a Madrid tra il 1778 e il 1781.
Infine, Manuel Murguía diede notizia di tre poesie di José Cornide scritte in galiziano e che non arrivarono ad essere pubblicate durante la vita dell'autore.

## Il teatro dei Secoli Oscuri

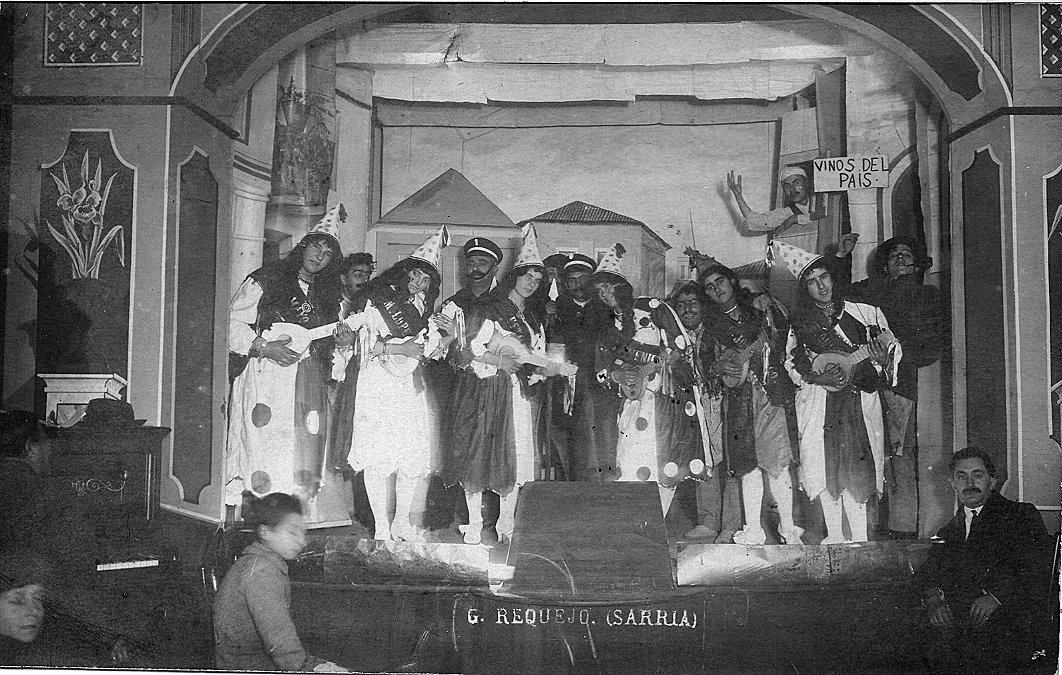
Esisteva un teatro popolare, ma restano scarse testimonianze scritte

Sebbene dei Secoli Bui si conservino pochi testi drammatici scritti in galiziano, si sa che l'attività teatrale nella Galizia in questo lungo periodo di tempo fu importante. Il teatro costituiva uno dei più importanti elementi di svago, una delle principali valvole di sfogo per i problemi quotidiani. Il teatro, dunque, avrebbe svolto un ruolo simile a quello che attualmente svolgono la televisione, il cinema, gli sport di massa o internet.
A differenza di quello che succede oggi, il teatro in Galizia era seguito specialmente dalle classi popolari. Sappiamo che tanto in Portogallo quanto nel regno di Castiglia esistevano luoghi dove le persone di tutte le estrazioni sociali si riunivano (senza mescolarsi) per assistere alle rappresentazioni drammatiche (rispettivamente i pátios e i corrales). Non abbiamo conoscenza di dove, nel caso galiziano, si trovassero questi tipi di locali, ma ciò nonostante, il teatro popolare, è ampiamente documentato nel nostro paese. Attraverso due documenti dell'epoca, e i lavori come le Notas Viejas Galicianas (1925-1926) di Pablo Pérez-Constanti, abbiamo la certezza del fatto che la rappresentazione drammatica costituiva un evento socio-culturale nelle città e nelle zone rurali galiziane. Queste rappresentazioni erano eseguite da compagnie teatrali, le quali dovevano esibirsi prima di tutto davanti al sindaco (alcalde) e a una rappresentazione di "traballadores" (lavoratori) del concello ("comune, municipio") dove avrebbero poi dovuto avere luogo queste messinscene, onde all'occorrenza poter censurare parti o intere opere teatrali, se ciò fosse stato necessario. Sappiamo inoltre che, nelle zone rurali, erano i propri vicini obbligati a interpretare i personaggi delle opere rappresentate, sotto la sanzione di forti multe e altro tipo di rappresaglie nel caso qualcuno di loro si rifiutasse.
Ma, nonostante tutta questa attività teatrale, si conservano pochissime testimonianze di drammi scritti in lingua galiziana.
Per es. inserito nella Comedia de la invención de la sortija c'è un entremés in galiziano, a cui si può aggiungere il Diálogo de Alberte e Bieito, datato intorno al 1595 e proveniente dal circolo del Conte di Gondomar. Si tratta di un piccolo documento che mette in vedenza, tuttavia, la presenza di un teatro scritto, ma non stampato, ogni volta che il suo destino fosse la rappresentazione - per una o poche volte - di carattere estemporaneo.
Tuttavia, il pezzo più conosciuto è l'originale di Gabriel Feixoo de Araúxo, A Contenda dos Labradores de Caldelas. Anche se quest'opera risale all'anno 1671, la sua esistenza fu conosciuta solo nel 1953, anno in cui il poliedrico Fermín Bouza-Brey curò questa "operetta" con il titolo di Entremés famoso sobre da Pesca do Río Miño. In essa, si racconta, in versi, di un conflitto tra galiziani e portoghesi a causa dello sfruttamento della pesca nel fiume Miño. Lo scontro fu dovuto all'intenzione di un fidalgo portoghese di non rispettare gli accordi secolarmente stabiliti e di volere che i portoghesi facessero due retate per ognuna di quella che facevano i galiziani. Considerata l'impossibilità di poter risolvere il problema con il dialogo, i galiziani, capeggiati da un personaggio chiamato Borgorio, fanno valere con la forza i loro diritti. Infine, l'opera si conclude con l'avvenuta riconciliazione tra galiziani e portoghesi e con un ballo che sigilla la nuova pace raggiunta tra i due popoli fratelli. 

Un altro pezzo teatrale di cui si conserva la testimonianza scritta è il l'anonimo Entremés do Portugués. Questa opera, che risale al XVIII secolo, rimase inedita fino al 1985, anno in cui viene ad essere curata e pubblicata da José Luis Pensado. Questa volta ci troviamo di fronte a un entremés, di taglio popolare. L'esistenza di quest'opera fa supporre che ci fosse una certa tradizione entremesística in Galizia, qualcosa che già pensavano sei anni prima della sua apparizione, nel 1979, Manuel Lourenzo e Francisco Pillado, nel loro libro O Teatro Galego. Questa tradizione entremesística non è assolutamente strana, dato che l'opera principale di ogni rappresentazione dovrebbe essere accompagnata da loas ed entremeses.
Riassumendo, si può dire che l'Entremés do Portugués si apre con una disputa tra un portoghese, un francese e in più un andaluso, che gareggiano su chi di loro sia il più bello, il più valente e il più abile nel maneggiare la spada. Durante l'accessa discussione, sopraggiunge un galiziano, che viene da Castiglia. Chiedono così al galiziano di fare da giudice e decidere quali di loro sia quello che ha miglior presenza, e questi accetta a condizione che gli sia dato del danaro. Una volta che tutti e tre (il portoghese, l'andaluso e il francese) hanno pagato quanto richiesto, nelle loro rispettive monete, il galiziano sentenzia di essere lui il migliore. Gli altri tre fanno causa comune con l'intenzione di uccidere il galiziano, ma questi non solo riesce a difendersi ma umilia il portoghese (soprattutto), l'andaluso e il francese. 

## Ivilancicos de Nadal e Reis

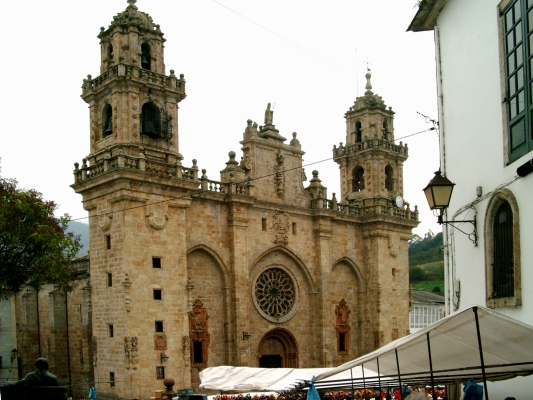
La cattedrale di Mondoñedo aveva una grande tradizione di vilancicos nei secoli XVII e XVIII

Durante i secoli XVII, XVIII, e anche nella prima metà del XIX, circolavano una grande quantità di vilancicos de Nadal e Reis scritti in lingua galiziana. Si trattava di creazioni in versi, con strofe brevi, musicate, e con una certa aria popolare, composte normalmente da musicisti di grande levatura.
Le cattedrali di Mondoñedo e Santiago di Compostela annoverano una grande tradizione per ciò che riguarda l'elaborazione di queste panxoliñas, aninovos,...
Inoltre, i vilancicos de Nadal e Reis scritti in galiziano andarono ben oltre le frontiere della Galizia, e venivano cantati nelle cattedrali come quella di Toledo o Siviglia (cosa non strana, se si tiene conto che, durante questi anni, la curia hispalense annoverava un grande numero di vescovi galiziani). 
In seguito a ciò, circolava l'aneddoto riguardo al fatto che in questi luoghi, nell'ascoltare questi canti religiosi in galiziano (e associando la Galilea con la Galizia) si arrivò a credere che il Messia fosse stato originario della Galizia.
I principali cultori del genere, il cui nome è conosciuto, furono Carlos Patiño, Frate Francisco de Santiago, Gabriel Díaz, Frate Xerónimo Gonçalves e Manuel Bravo de Velasco.

## La prosa nei Secoli Oscuri

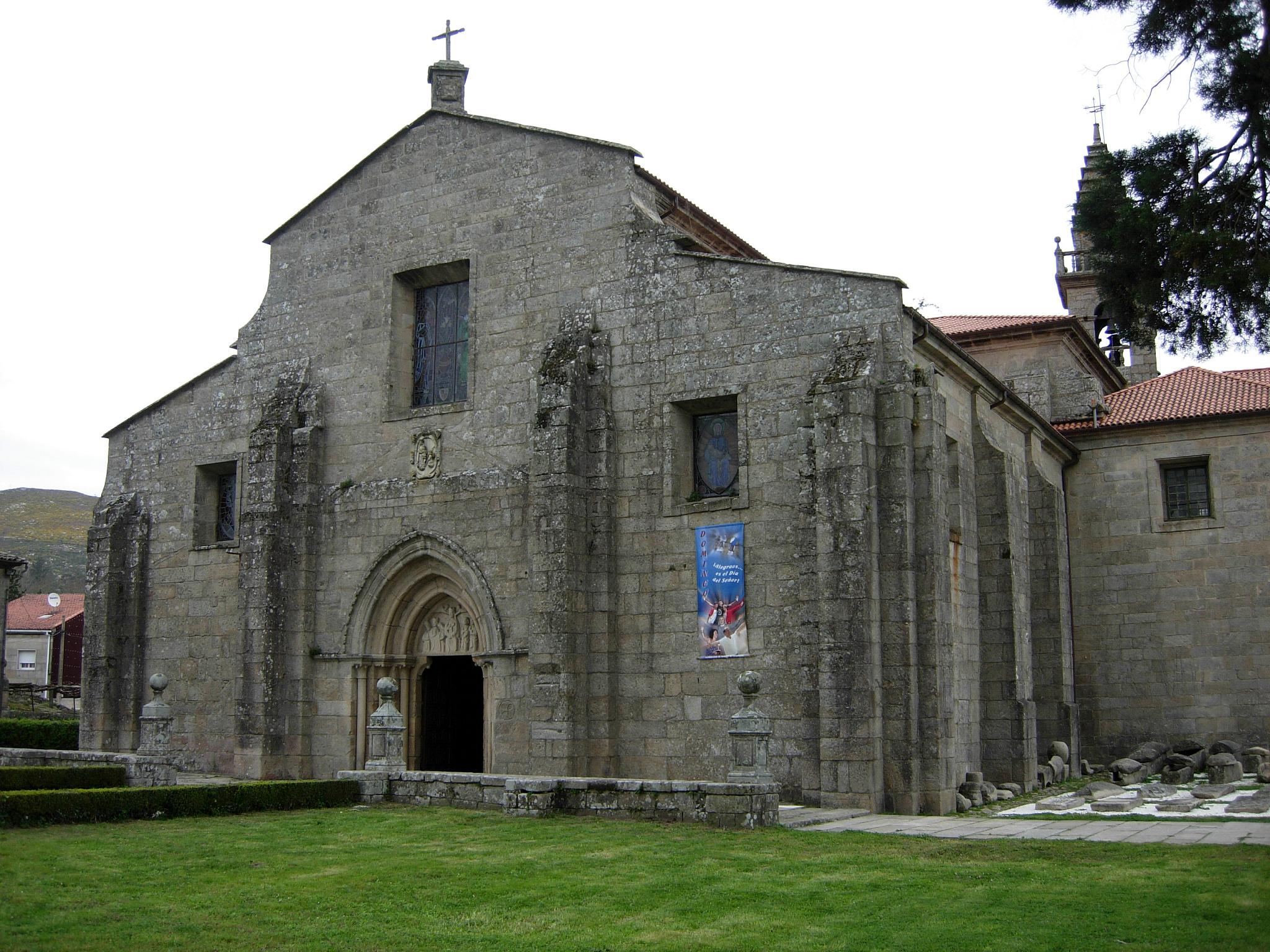
Nel XVIII secolo venne scritta da Iria Flavia una storia della chiesa

Nel corso dei secoli XV, XVI e XVII circolavano alcuni testi in prosa scritti in lingua galiziana che includevano falsificazioni storiche, fatti redigere da persone appartenenti alla nobiltà desiderose di legittimare la signoria della propria stirpe, similmente agli antichi libri di lignaggio, imitandone anche la lingua medievale. Tra tutte queste falsificazioni, emerge la Historia de Don Servando (1625-1635), fatta redigere, sicuramente, da Xoán Fernández Boán e Araúxo.
Ci sono casi che non sono falsificazioni, come il Theatro Moral y Político de la Noble Academia Compostelana, redatta per ordine di Pablo Mendoza de los Ríos.
Nel 2009 venne rinvenuto un manoscritto intitolato Historia da Santa Igrexa de Iria Flavia datato tra il 1713 e il 1735, di notevole estensione, il cui autore è Pedro Otero Romero Torres, ed è una versione della Crónica de Santa María de Iria (1468).